# إدا ومرتيني (سيدي بوعل)
إدا ومرتيني هي إحدى مشيخات المملكة المغربية، تتبع جغرافيا لإقليم تارودانت وإداريًا لسيدي بوعل. يقدر عدد سكانها بـ 1833 نسمة حسب الإحصاء الرسمي للسكان والسكنى لسنة 2004.